# Susanne Vind
Susanne Ingrid Vind (født Susanne Ingrid Ahlefeldt-Laurvig-Bille 4. marts 1967) er en dansk kammerherreinde og tidligere hofdame.
Vind er datter af greve Claus Ahlefeldt-Laurvig-Bille og Merete Anette komtesse Ahlefeldt-Laurvig, hun er lillesøster til Michael Ahlefeldt-Laurvig-Bille. Hun voksede op på herregården Havnø ved Hadsund og tog efter studentereksamen på udvekslingsophold i Canada og Australien. Hjemvendt til Danmark uddannede hun sig som sygeplejerske. 
I 1996 blev hun hofdame for Prinsesse Alexandra; en stilling hun havde til 2001, hvor hun efter eget valg fratrådte for at hellige sig driften af godset Sanderumgård ved Odense, hvor hun bor med sin mand, kammerherre Erik Vind, der er født på stedet. Parret blev gift i 1993 og har tre børn.
|  | Artiklen om Susanne Vind kan blive bedre, hvis der indsættes et (bedre) billede Du kan hjælpe ved at afsøge Wikimedia Commons for et passende billede eller uploade et godt billede til Wikimedia Commons iht. de tilladte licenser og indsætte det i artiklen. |